# 46è Festival Internacional de Cinema de Canes
El 46è Festival Internacional de Cinema de Canes es va dur a terme del 13 al 24 de maig de 1993. La Palma d'Or fou atorgada a Bàwáng Bié Jī de Chen Kaige i The Piano de Jane Campion.
El festival va obrir amb Ma saison préférée, dirigida per André Téchiné i va tancar amb Toxic Affair, dirigida per Philomène Esposito. Jeanne Moreau va exercir de mestressa de cerimònies.

## Jurat

### Competició principal
Les següents persones foren nomenades per formar part del jurat de la competició principal en l'edició de 1993:
- Louis Malle (França) President
- Claudia Cardinale (Itàlia)
- Inna Txurikova (Rússia)
- Judy Davis (Austràlia)
- Abbas Kiarostami (Iran)
- Emir Kusturica (Iugoslàvia)
- William Lubtchansky (França)
- Tom Luddy (EUA)
- Gary Oldman (GB)
- Augusto M. Seabra (Portugal)

### Càmera d'Or
Les següents persones foren nomenades per formar part del jurat de la Càmera d'Or de 1993:
- Micheline Presle (actriu) President
- Anne De Gasperi (periodista) (França)
- Aruna Vasudev (administració)
- Attilio D'Onofrio (Itàlia)
- Gabriel Auer (director) (França)
- Lia Somogyi (administració) (Hongria)
- Rémy Pages (França)
- Tony Rayns

## Selecció oficial

### En competició – pel·lícules
Les següents pel·lícules competiren per la Palma d'Or:
| Títol original                | Director(s)       | País            |
| ----------------------------- | ----------------- | --------------- |
| Body Snatchers                | Abel Ferrara      | Estats Units    |
| Broken Highway                | Laurie McIness    | Austràlia       |
| Dyuba-Dyuba (Дюба-Дюба)       | Aleksandr Khvan   | Rússia          |
| La scorta                     | Ricky Tognazzi    | Itàlia          |
| Falling Down                  | Joel Schumacher   | Estats Units    |
| In weiter Ferne, so nah!      | Wim Wenders       | Alemanya        |
| Bàwáng Bié Jī (霸王别姬)      | Chen Kaige        | R.P. de la Xina |
| Fiorile                       | Germans Taviani   | Itàlia          |
| Frauds                        | Stephan Elliott   | Austràlia       |
| Friends                       | Elaine Proctor    | Sud-àfrica      |
| King of the Hill              | Steven Soderbergh | Estats Units    |
| Libera me                     | Alain Cavalier    | França          |
| Louis, enfant roi             | Roger Planchon    | França          |
| Magnificat                    | Pupi Avati        | Itàlia          |
| L'Homme sur les quais         | Raoul Peck        | Haití           |
| Mazeppa                       | Bartabas          | França          |
| Much Ado About Nothing        | Kenneth Branagh   | Regne Unit      |
| Ma saison préférée            | André Téchiné     | França          |
| Naked                         | Mike Leigh        | Regne Unit      |
| The Piano - Palme d'Or winner | Jane Campion      | Nova Zelanda    |
| Xi meng ren sheng (戲夢人生)  | Hou Hsiao-hsien   | Taiwan          |
| Raining Stones                | Ken Loach         | Regne Unit      |
| Splitting Heirs               | Robert Young      | Regne Unit      |

### Un Certain Regard
Les següents pel·lícules foren seleccionades per competir a Un Certain Regard:
- El acto en cuestión d'Alejandro Agresti
- Anchoress de Chris Newby
- Avsporing d'Unni Straume
- Bedevil de Tracey Moffatt
- El pájaro de la felicidad de Pilar Miró
- Bodies, Rest & Motion de Michael Steinberg
- Charlie and the Doctor de Ralph C. Parsons
- Desperate Remedies de Stewart Main, Peter Wells
- O Fim do Mundo de João Mário Grilo
- Excursion to the Bridge of Friendship de Christina Andreef
- Predchuvstviye de Valeriu Jereghi
- Portraits volés de Serge Toubiana, Michel Pascal
- Il grande cocomero de Francesca Archibugi
- Latcho Drom de Tony Gatlif
- Ohikkoshi de Shinji Sōmai
- The Music of Chance de Philip Haas
- Oktyabr de Abderrahmane Sissako
- Remote Control de Óskar Jónasson
- Mùi đu đủ xanh de Tran Anh Hung
- Sonatine de Takeshi Kitano
- Stroke de Mark Sawers
- Les demoiselles ont eu 25 ans de Agnès Varda
- Wendemi, l'enfant du bon Dieu de S. Pierre Yameogo
- The Wrong Man de Jim McBride

### Pel·lícules fora de competició
Les següents pel·lícules foren seleccionades per ser projectades fora de competició:
- Cliffhanger de Renny Harlin
- Mad Dog and Glory de John McNaughton
- Madadayo de Akira Kurosawa
- The Baby of Mâcon de Peter Greenaway
- Toxic Affair de Philomène Esposito

### Curtmetratges en competició
Els següents curtmetratges competien per Palma d'Or al millor curtmetratge:
- Ævintýri á okkar tímum d'Inga Lísa Middleton
- Coffee and Cigarettes III de Jim Jarmusch
- De 4 jaargetijden de Maarten Koopman
- Le goût du fer de Rémi Bernard
- Lenny Minute 1: Lenny Meets the Giant Blue Sheila Doll de Glenn Standring
- Mama Said de Michael Costanza
- Me voy a escapar de Juan Carlos de Llaca
- Robokip de Rudolf Mestdagh
- The Singing Trophy de Grant Lahood
- Der Sortierer de Stephan Puchner

## Seccions paral·leles

### Setmana Internacional dels Crítics
Els següents llargmetratges van ser seleccionats per ser projectats per a la trenta-dosena Setmana de la Crítica (32e Semaine de la Critique):
Pel·lícules en competició
- Cronos de Guillermo del Toro ( Mèxic)
- Faut-il aimer Mathilde? d'Edwin Baily ( França)
- Requiem pour un beau sans cœur de Robert Morin ( Canadà)
- Combination Platter de Tony Chan ( Estats Units)
- Don't Call Me Frankie de Thomas A. Fucci ( Estats Units)
- Abissinia de Francescosco Martinotti ( Itàlia)
- Les histoires d'amour finissent mal… en général de Anne Fontaine ( França)

Curtmetratges en competició
- The Debt de Bruno de Almeida ( Estats Units)
- Take My Breath Away d'Andrew Shea ( Estats Units)
- Passage à l'acte de Martin Arnold ( Àustria)
- Sotto le unghie de Stefano Sollima ( Itàlia)
- Falstaff on the Moon de Robinson Savary ( França)
- Springing Lenin d'Andréi Nekrasov ( Regne Unit)
- Schwarzfahrer de Pepe Danquart ( Alemanya)

### Quinzena dels directors
Les següents pel·lícules foren exhibides en la Quinzena dels directors de 1993 (Quinzaine des Réalizateurs):
- Vaterland d'Evgueni Lounguine
- È pericoloso sporgersi de Nicolae Caranfil
- Fausto de Rémy Duchemin
- Grand bonheur de Hervé Le Roux
- Gyekgyilkossagok d'Ildiko Szabo
- I Love a Man in Uniform de David Wellington
- Je m'appelle Victor de Guy Jacques
- La ardilla roja de Julio Medem
- La Place d'un autre de René Féret
- Lan Fengzeng de Tian Zhuangzhuang
- Le Mari de Léon de Jean-Pierre Mocky
- Lolo de Francisco Athié
- Menace II Society de Albert Hughes, Allen Hughes
- Mi vida loca de Allison Anders
- Moi Ivan, Toi Abraham de Yolande Zauberman
- Padma Nadir Majhi de Goutam Ghose
- Pilkkuja ja pikkuhousuja de Matti Ijäs
- Ruby in Paradise de Victor Nuñez
- Sombras en una batalla de Mario Camus
- The Snapper de Stephen Frears
- Vale Abraão de Manoel De Oliveira

Curtmetratges
- Comment font les gens de Pascale Bailly
- L'Exposé d'Ismaël Ferroukhi
- José Jeannette de Bruno Nicolini
- Le Regard de l'autre de Bruno Rolland
- Qui est-ce qui a éteint la lumière? de Xavier Auradon
- Reste de Marie Vermillard
- Rives d'Erick Zonca
- La Vis de Didier Flamand

## Premis

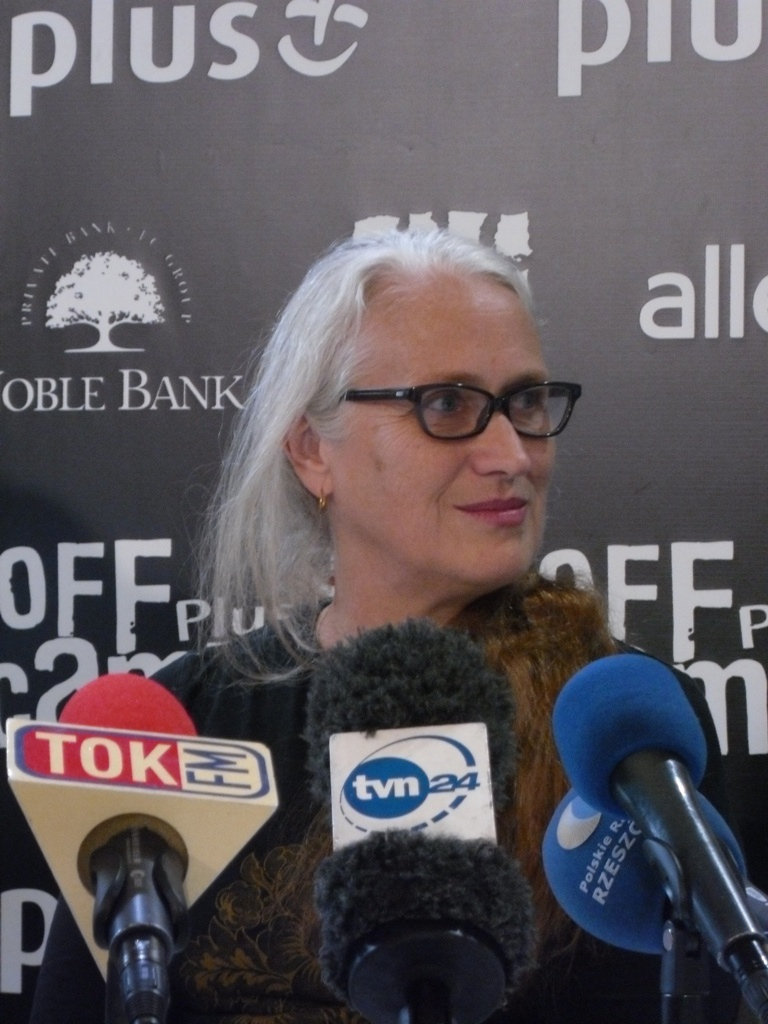
Jane Campion, guanyadora de la Palma d'Or.

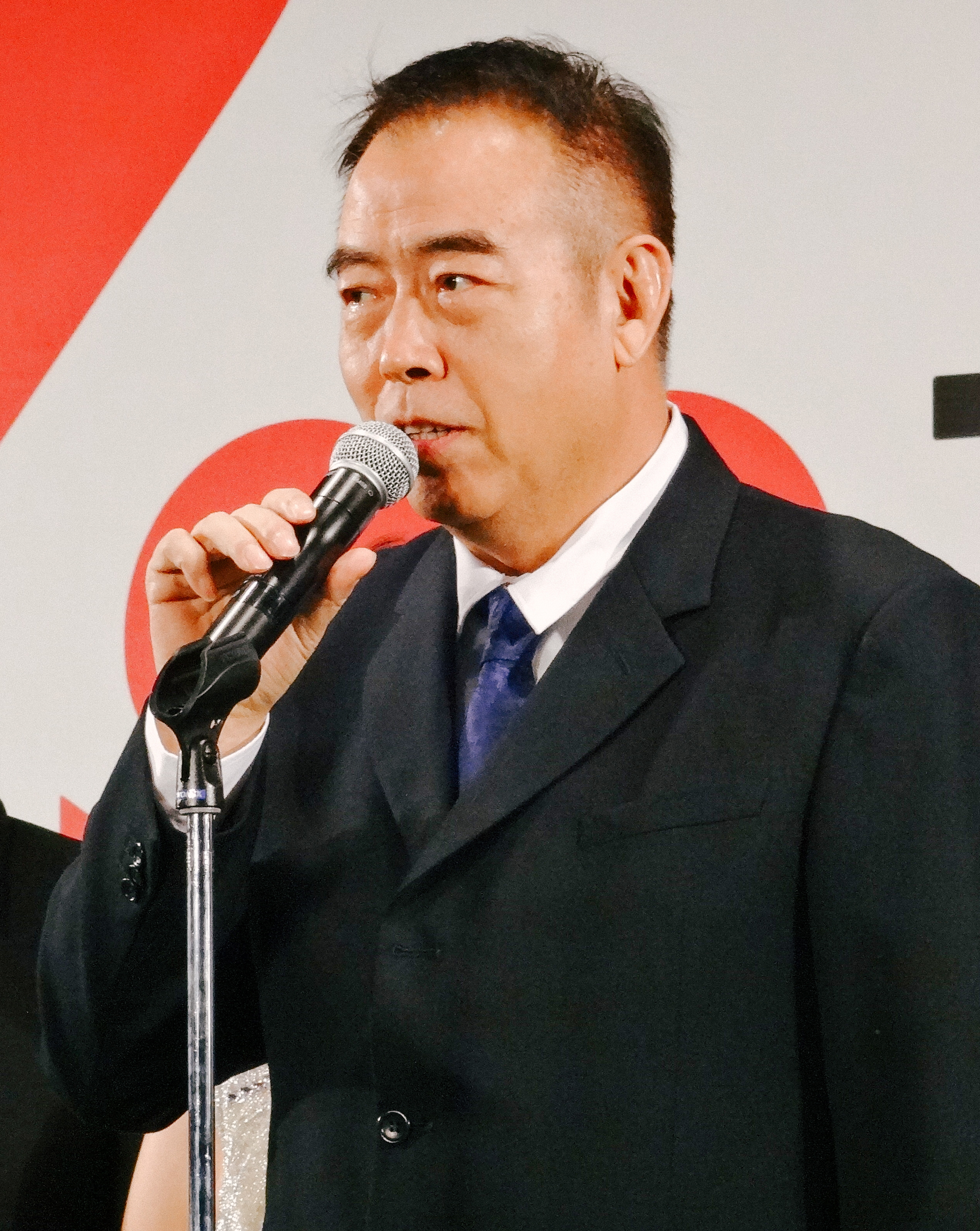
Chen Kaige, guanyador de la Palma d'Or.

### Premis oficials
Els guardonats en les seccions oficials de 1993 foren:
- Palma d'Or: 
  - Bàwáng Bié Jī de Chen Kaige
  - The Piano de Jane Campion
- Grand Prix: Faraway, So Close! de Wim Wenders
- Millor director: Mike Leigh per Naked
- Millor actriu: Holly Hunter per The Piano
- Millor actor: David Thewlis per Naked
- Premi del Jurat:
  - Raining Stones de Ken Loach
  - Ximeng de Hou Hsiao-hsien

Càmera d'Or
- Caméra d'Or: Mùi đu đủ xanh de Tran Anh Hung
- Caméra d'Or – Menció especial: Friends d'Elaine Proctor[15]

Curtmetratges
- Palma d'Or al millor curtmetratge: Coffee and Cigarettes de Jim Jarmusch

### Premis independents
Premis FIPRESCI
- Bàwáng Bié Jī de Chen Kaige (En competició)
- Gyerekgyilkosságok d'Ildikó Szabó (Quinzena dels directors)

Commission Supérieure Technique
- Gran Premi Tècnic: Jean Gargonne, Vincent Arnardi (per als èxits tècnics en imatges i so) a Mazeppa

Jurat Ecumènic
- Premi del Jurat Ecumènic: Libera me d'Alain Cavalier

## Mèdia
- INA: Apertura del Festival de 1993 ((francès))
- INA: Llista de guanyadors del festival de 1993 ((francès))